# Neil Breen
Neil Breen (n. 23 noiembrie 1958, SUA) este un regizor și actor american. Din 2005, a realizat șase lungmetraje independente, în care acționează ca regizor, scenarist, producător și vedetă principală, fiind în același timp responsabil de majoritatea celorlalte posturi cheie ale echipajului. Își finanțează însuși filmele, făcându-le cu un buget mic.
Filmele lui sunt recunoscute pentru calitatea lor proastă și includerea subiectelor filozofice în ele. Poveștile sale acționează ca un comentariu social și înfățișează eroi singuratici, tragici, în lupte grandioase împotriva instituțiilor corupte, adesea cu un anumit grad de elemente supranaturale sau științifico-fantastice.

## Filmografie

### Film
| An   | Titlu                             | Director | Scenarist | Producător | Editor     | Director muzical | DOP        | Actor | Rolă                      | Note |
| ---- | --------------------------------- | -------- | --------- | ---------- | ---------- | ---------------- | ---------- | ----- | ------------------------- | --- |
| 2005 | Double Down                       | Da       | Da        | Da         | Da         | Da               | Nu         | Da    | Aaron Brand               | A fost responsabil și de casting, aranjare de producție, managementul producției și catering |
| 2009 | I Am Here....Now                  | Da       | Da        | Da         | Da         | Da               | Nu         | Da    | The Being                 | A fost responsabil și de serviciu de artizanat, efecte speciale, machiaj și recuzită |
| 2012 | Fateful Findings                  | Da       | Da        | Da         | Da         | Da               | Nu         | Da    | Dylan                     | Inclusiv contabil, serviciu de artizanat, efecte speciale de machiaj, manager de locație, designer de producție, editor de sunet, design de lumini, garderobă și decorator de decor                                                                                                  |
| 2016 | Pass Thru                         | Da       | Da        | Da         | Da         | Da               | Da         | Da    | A.I / Thgil               | Inclusiv designer și manager de producție, casting, scenografie, garderobă, recuzită, lumini, efecte speciale de machiaj, locații, administrație și contabilitate, servicii artizanale, machiaj și coafură și editor de sunet                                                        |
| 2018 | Twisted Pair                      | Da       | Da        | Da         | Da         | Da               | Da         | Da    | Cade Altair / Cale Altair | Inclusiv casting, machiaj și coafură, manager de producție, scenograf, garderobă, recuzită, design de lumini, efecte speciale, coordonator de cascadorii, montaj aerian, efecte speciale de machiaj, administrație contabilă legală, servicii artizanale, locații și editor de sunet |
| 2020 | Neil Breen's 5 Film Retrospective | Da       | Da        | Da         | Uncredited | Uncredited       | Uncredited | Da    | El însuși                 | Documentar despre realizarea primelor sale 5 filme A fost și în calitate de editor de sunet și operator de cameră neacreditat |
| 2023 | Cade: The Tortured Crossing       | Da       | Da        | Da         | Da         | Da               | Da         | Da    | Cade Altair / Cale Altair | Inclusiv casting, machiaj și coafură, manager de producție, scenograf, garderobă, recuzită, design de lumini, efecte speciale, coordonator de cascadorii, montaj aerian, efecte speciale de machiaj, administrație contabilă legală, servicii artizanale, locații și editor de sunet |

## Premii
| An   | Premiul                                       | Categorie | Titlu | Rezultat | Ref |
| ---- | --------------------------------------------- | --- | --- | -------- | --- |
| 2023 | Festivalul de film independent Hollywood Reel | Premiul Poporului | Cade: Traversarea torturată\| style="background: #99FF99; color: black; vertical-align: middle; text-align: center; " class="yes table-yes2"\|Câștigat | [ 4 ]    |     |
| 2023 | Festivalul de film independent Hollywood Reel | style="background: #99FF99; color: black; vertical-align: middle; text-align: center; " class="yes table-yes2"\|Câștigat | Cade: Traversarea torturată\| style="background: #99FF99; color: black; vertical-align: middle; text-align: center; " class="yes table-yes2"\|Câștigat | [ 5 ]    |     |

### Lucrări citate
- Olson, Christopher J. (2018). 100 Greatest Cult Films. Lanham; Boulder; New York City; London: Rowman & Littlefield. ISBN 978-1442208223.